# Éric Woerth
Pour les articles homonymes, voir Woerth.
Ne doit pas être confondu avec le réalisateur de cinéma Éric Woreth.
Éric Woerth [eʁik vœʁt], né le 29 janvier 1956 à Creil (Oise), est un homme politique français.
Membre du RPR, puis des différents partis de droite qui lui succèdent, l'UMP puis LR, il est ministre du Budget puis ministre du Travail des deux premiers gouvernements Fillon de 2007 à 2010. Il est également maire de Chantilly de 1995 à 2017 et député de 2002 à 2004, de 2005 à 2007 et depuis 2010. Entre 2017 et 2022 il est président de la commission des Finances de l'Assemblée nationale. 
En 2022, il annonce quitter Les Républicains pour soutenir Emmanuel Macron et il est alors réélu sous la bannière Ensemble. Il est ensuite questeur de l'Assemblée nationale entre 2022 et 2024.
Mis en examen dans les affaires de l'hippodrome de Compiègne et Bettencourt, il est relaxé. Trésorier de la campagne de Nicolas Sarkozy, il est mis en examen en 2018 pour « complicité de financement illégal de campagne électorale » dans le cadre de l'affaire Sarkozy-Kadhafi, pour laquelle il est jugé en 2025.

## Jeunesse et famille
Éric Woerth naît le 29 janvier 1956 à Creil dans l'Oise, puis grandit au sein d'une famille de quatre enfants d'origine alsacienne dans un immeuble social d'un quartier du plateau de Creil. Son père est médecin du travail pour le secteur du bâtiment et sa mère est femme au foyer,. Éric Woerth se définit comme catholique pratiquant.
Il est l’époux de Florence Woerth (née Henry), avec qui il a deux enfants. Celle-ci est analyste financière et gestionnaire de fortune au sein de la Banque Palatine, puis à la banque Rothschild & Cie Gestion.
En 2007, elle devient directrice des investissements de Clymène, holding financière de la milliardaire Liliane Bettencourt. En 2010, elle démissionne de ce poste et entre au conseil de surveillance de Hermès,.
En 2008, elle participe à la création de l'Écurie Dam's, une société détenue uniquement par des femmes et dont le but est d'acquérir et de faire courir des chevaux pur sang et en devient la présidente.
Elle est également administratrice des Amis du Musée du château de Chantilly.

## Formation
Après une terminale économie au lycée de Chantilly, Éric Woerth suit des études à l’université Paris II (Assas) jusqu’en licence. Il est diplômé de l'IEP de Paris en 1977 (section Service public) et de HEC Paris en 1981 (programme Grande École).
À la fin de ses études, en 1980, il effectue son service militaire comme soldat de 2e classe au 8e groupe de chasseurs à Wittlich, en Allemagne.

## Consultant en entreprise
Éric Woerth mène à partir de 1981 une carrière professionnelle dans le domaine du conseil en entreprise, en étant recruté chez Andersen où il s'occupe d'optimisation fiscale pour le compte de riches clients comme Elton John, puis au cabinet Bossard Consultants (après un passage à Pechiney) avant de revenir 16 ans plus tard chez Arthur Andersen, où il s'est spécialisé en tant que directeur non associé dans l'audit des collectivités locales et des administrations publiques (audit des comptes de la ville de Paris à la suite des municipales de 2001)[réf. souhaitée].
Il quitte le cabinet au début de 2002, avant que celui-ci ne disparaisse à la suite du Scandale Enron, pour se consacrer à sa carrière politique et assumer la direction financière de la campagne présidentielle de Jacques Chirac[réf. incomplète].
Entre 1986 et 1990, il est successivement directeur général, vice-président, puis président de l'Agence pour le développement de l'Oise (ADO) avec comme adjointe la trésorière occulte du RPR, Louise-Yvonne Casetta,. Dans un rapport de la chambre régionale des comptes de Picardie, la gestion d'Éric Woerth est mise en question,. Quand Éric Woerth résilie son contrat en 1990, il reçoit une prime de fin de contrat équivalent à cinq mois de salaire, que la Chambre qualifie de « pure libéralité »,. Ce rapport s'interroge sur les audits commandés par l'ADO, dont certains sont assimilés à des « subventions indirectes ». Certaines études sont commandées au cabinet Bossard Consultants, par lequel il est embauché après avoir résilié son contrat avec l'ADO. Il devient directeur du département conseil aux collectivités locales chez Bossard Consultants de 1991 à 1993.

## Parcours politique

### Débuts
Éric Woerth prend sa carte au RPR en 1981. Originaire de Creil et développant différents projets professionnels dans l’Oise, il choisit la Picardie pour y établir son fief.
Il commence sa carrière politique à Creil comme candidat aux municipales. Battu en 1983, face au maire sortant socialiste Jean Anciant, il quitte Creil pour Chantilly, où il est élu conseiller municipal. Le 26 janvier 1990, un arrêt du Conseil d'État annule son élection au conseil municipal de Chantilly pour conflit d'intérêts dans la gestion de l'ADO,.
Dès 1992, Éric Woerth est élu conseiller régional RPR. Il se présente en 1995 à la mairie de Chantilly et remporte l’élection contre le centriste Philippe Courboin. À partir de 1993, il est directeur financier et administratif du RPR et de la campagne de Jacques Chirac de 1995. De 1995 à 1997, il devient conseiller parlementaire du Premier ministre Alain Juppé, dont il est resté proche. Suppléant d'Arthur Dehaine, député de l'Oise (1997-2002), il est en parallèle directeur associé chez Arthur Andersen (1998-2002).
En 2002, Éric Woerth parvient à se faire élire député de l'Oise et commence à se rapprocher de Nicolas Sarkozy.
En octobre 2002, Éric Woerth est le fondateur et premier président du Club de la boussole, qui regroupe 38 députés UMP « réformistes » revendiquant leur fidélité au président de la République Jacques Chirac et au Premier ministre Jean-Pierre Raffarin. Il crée le Club de la Boussole en octobre 2002. Il rassemble des députés issus des différentes sensibilités de l'UMP qui se revendiquent fidèles aux engagements présidentiels de 2002 (Jacques Chirac) et 2007 (Nicolas Sarkozy).
Quand il est nommé au gouvernement en 2004, Éric Woerth décide de céder son mandat de maire pour celui de premier adjoint. Il est membre des Réformateurs, le courant libéral de l'UMP, structuré autour d'Hervé Novelli.
Reconduit dans ses fonctions de trésorier de l'UMP en 2004, il est désormais un proche de Nicolas Sarkozy qui lui confie la mission, de concert avec Valérie Hoffenberg, de monter pour le compte de l'UMP « une structure dédiée à la collecte de l'argent auprès des plus grandes fortunes, sur le modèle des Charity dinners qui ont prospéré aux États-Unis ». Il crée alors le « Cercle France », dont le droit d'entrée varie de Modèle:Eiro à 3 000 € et le « Premier Cercle » dont le droit d'entrée minimal est fixé à 3 000 €, mais peut aller jusqu'à 7 500 € comme le prévoit la réglementation sur le financement des partis.
En 2007, il est le président de l'Association de financement pour la campagne de Nicolas Sarkozy et, en tant que trésorier de l'UMP, continue de récolter des fonds auprès de donateurs potentiels. Sa mission est un succès puisque le candidat Sarkozy reçoit 9 125 105 € de dons de personnes physiques, loin devant les 743 432 € de sa principale rivale Ségolène Royal.
En juin 2007, il est réélu député dès le premier tour avec 57,40 % des suffrages, mais nommé ministre du Budget dans le gouvernement Fillon, il cède sa place à son suppléant, Christian Patria.
Éric Woerth retrouve son siège de député en décembre 2010. Il est membre de la commission des affaires étrangères, et travaille à ce titre sur une mission concernant la place et le rôle politique, culturel, économique et éducatif de la France en Inde. Il fait partie de la délégation des quatre parlementaires qui partent à l'assemblée générale de l'ONU à New York les 8 et 9 décembre 2011.
Il est réélu en juin 2012. Le 27 novembre 2012, il rejoint le groupe parlementaire R-UMP de François Fillon à la suite des résultats contestés du congrès de l'UMP.

### Secrétaire d'État à la Réforme de l'État
Éric Woerth est secrétaire d'État à la réforme de l'État dans le gouvernement Raffarin III, du 31 mars 2004 au 31 mai 2005.
Sa principale tâche est d'appliquer la règle du non-remplacement de la moitié des fonctionnaires partant à la retraite.
Le 31 mai 2005, il quitte ses fonctions à l'arrivée de Dominique de Villepin à Matignon.

### Ministre du Budget, des Comptes publics et de la Fonction publique

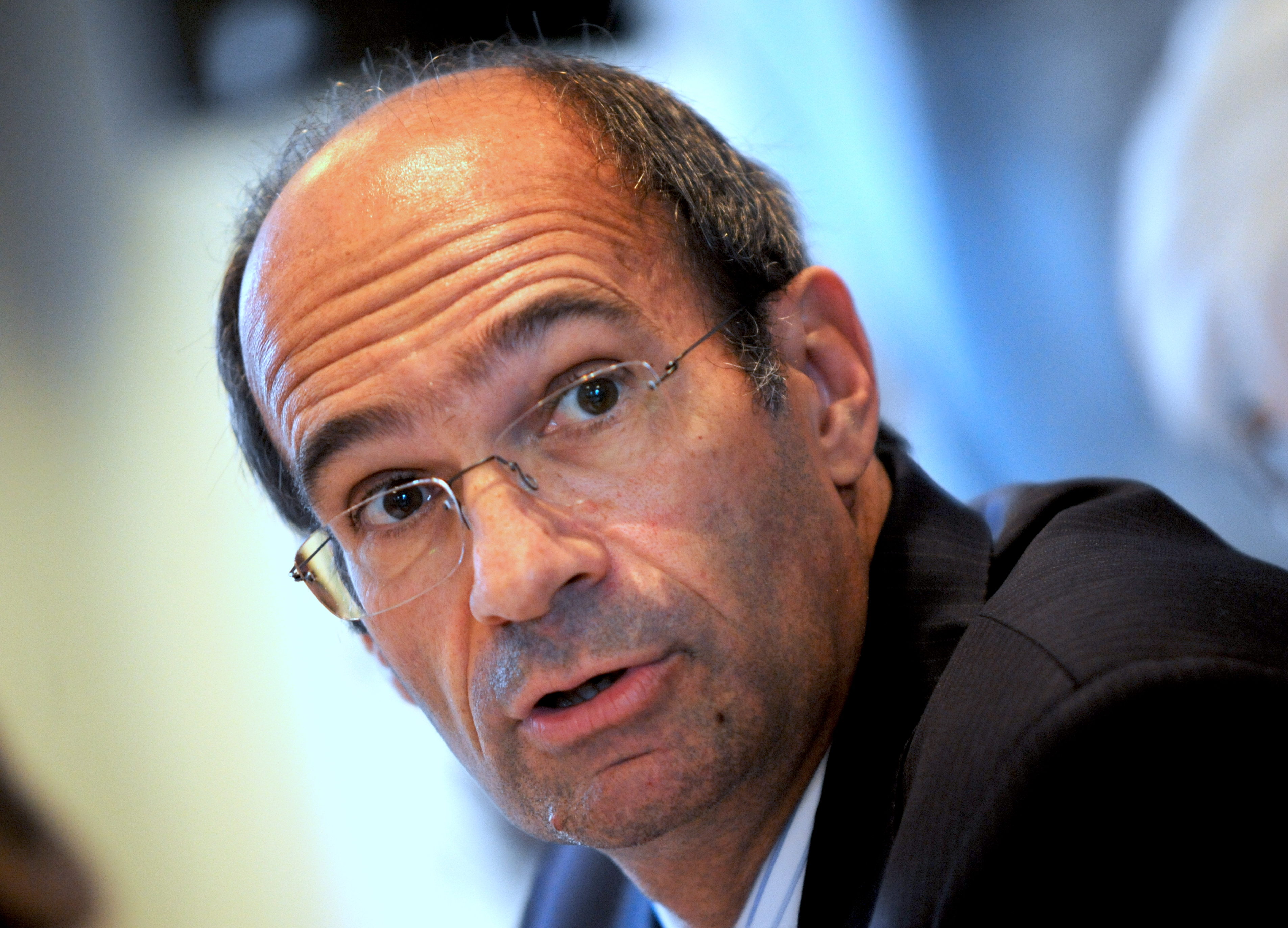
Eric Woerth, Ministre du Budget, des Comptes publics et de la Fonction publique, en 2009.

Le 18 mai 2007, il est nommé ministre du Budget, des Comptes publics et de la Fonction publique dans le nouveau gouvernement Fillon II, portefeuille auquel il ajoute celui de la Réforme de l'État à la faveur d'un remaniement, le 23 juin 2009.
Favorable à l'inscription de l'équilibre des finances publiques dans la Constitution (prémices de la règle d'or), Éric Woerth cherche dès lors à maîtriser les dépenses, et à lutter contre l'évasion fiscale en appelant les contribuables français ayant des avoirs à l'étranger non déclarés à régulariser leur situation avant la fin de l'année 2008, sous peine de sanctions. Il affirme ainsi détenir « les noms de 3 000 contribuables détenteurs de comptes dans les banques suisses, dont une partie correspond très probablement à de l'évasion fiscale ». Éric Woerth organise, à ce titre, une réunion à Bercy, puis à Berlin, avec le ministre allemand Peer Steinbrück et des représentants de l'OCDE, permettant d'inscrire la lutte contre les paradis fiscaux à l'ordre du jour du G20. Cette liste s'avère cependant inutilisable, car la Cour de cassation, dans un arrêt du 31 janvier 2012, souligne son « origine illicite » (le fichier ainsi réquisitionné ayant initialement été volé), et interdit donc à l'administration de s'en servir.
Pour lutter contre les fraudes à la Sécurité sociale, il met en œuvre des moyens juridiques et des possibilités de croiser les fichiers.
Pour favoriser les démarches administratives en ligne, il lance au début de 2009 Mon.service-public.fr, un portail internet de l'administration française.
Il se félicite régulièrement que le gouvernement ait réduit le nombre d’hôpitaux et de lits d’hôpitaux.

### Ministre du Travail, de la Solidarité et de la Fonction publique

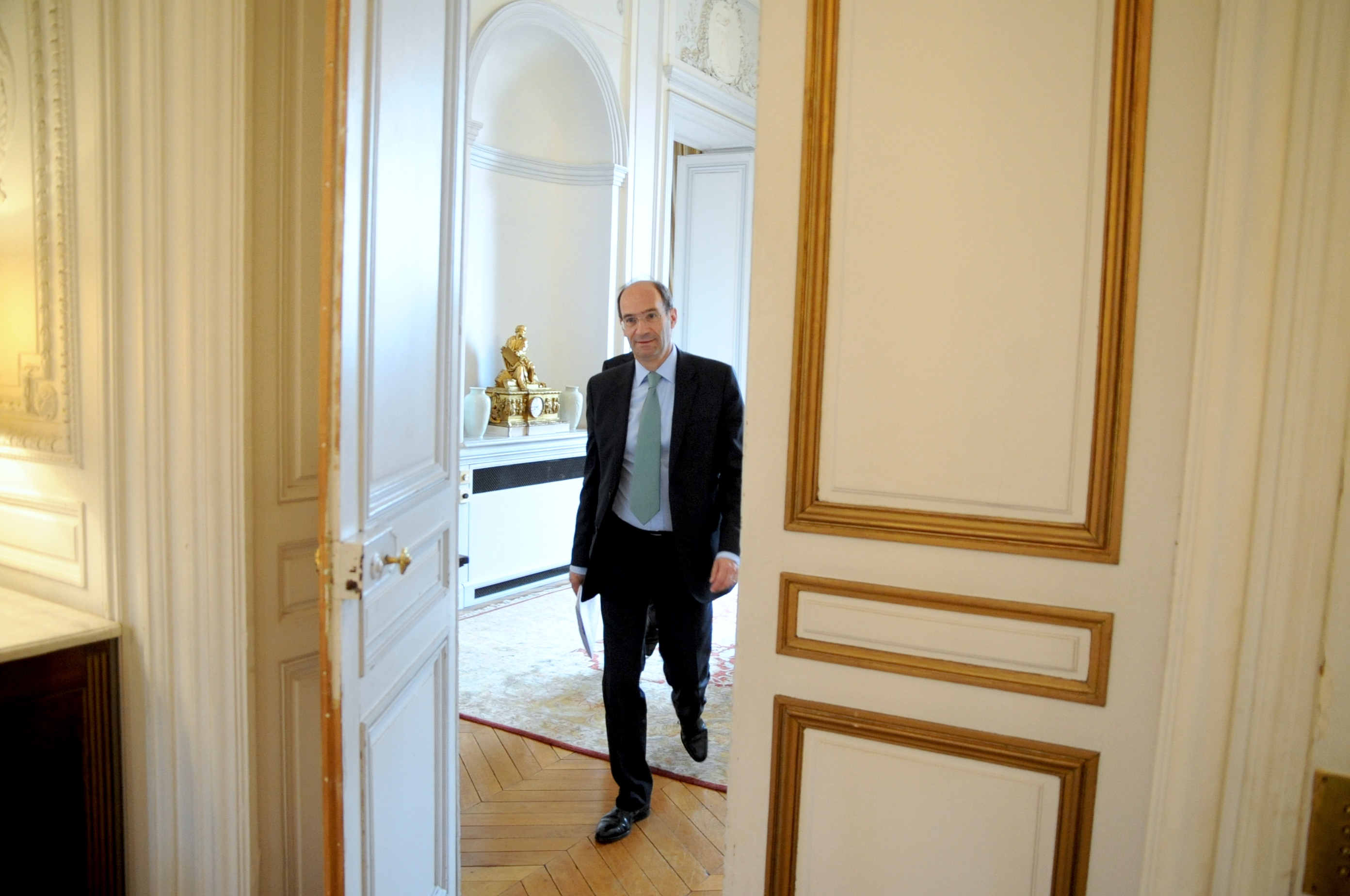
Éric Woerth, Ministre du Travail, de la Solidarité et de la Fonction publique, le 17 juin 2010 au Ministère du Travail.

Les élections régionales de 2010, perdues par la majorité, donnent lieu à des ajustements ministériels : le 22 mars 2010, Éric Woerth devient ministre du Travail, de la Solidarité et de la Fonction publique en remplacement de Xavier Darcos.
À ce titre, il est chargé de négocier la réforme du système de retraite avec les partenaires sociaux. Le 7 juillet 2010, il défend un amendement visant à créer des « commissions paritaires territoriales » pour renforcer le dialogue social dans les très petites entreprises, aussitôt rejeté par les députés UMP, qui y voient de « nouvelles contraintes ». Le 7 septembre, il présente devant le parlement la Réforme 2010 des retraites en France. En 2007, il déclare sur de nombreux plateaux de télévision qu'il y a trop de lits d'hôpitaux en France et déclare « Nous avons réduit le nombre d’hôpitaux en France, et c’est une bonne chose »,.
À la suite du changement de gouvernement du 14 novembre 2010, Éric Woerth, pris dans ses démêlés judiciaires, perd son portefeuille ministériel.

### Dans l'opposition à François Hollande puis à Emmanuel Macron
Lors des élections législatives de juin 2012, Éric Woerth est réélu député avec 59,23 % des suffrages au second tour, face à un candidat écologiste. Son suppléant est le diplomate Jean-Marc Simon.
Le 9 décembre 2014, Nicolas Sarkozy, élu président de l'UMP, le nomme délégué général de l'UMP chargé de l'Économie et des Finances. Le 2 juin 2015, il devient délégué général au projet du nouveau mouvement Les Républicains, avec Isabelle Le Callennec comme adjointe. En décembre, il est élu conseiller régional lors de l'élection régionale de 2015 en Nord-Pas-de-Calais-Picardie mais démissionne aussitôt de son poste ; quelques jours plus tard, il est nommé secrétaire général du parti par Nicolas Sarkozy. Il soutient Nicolas Sarkozy pour le premier tour primaire présidentielle des Républicains de 2016 et François Fillon pour le second tour.
Candidat à sa réélection lors des élections législatives de 2017, il l'emporte avec 52 % des voix au second tour. En raison de l'impossibilité de cumul des mandats, il renonce à sa fonction de maire de Chantilly le 6 juillet 2017. Le 29 juin 2017, en vertu de la tradition consistant à laisser des responsabilités à l'opposition, il est élu président de la commission des Finances de l'Assemblée nationale.
Il parraine Laurent Wauquiez pour le congrès des Républicains de 2017, scrutin lors duquel est élu le président du parti.
Il est à l'origine, en janvier 2020, d'une proposition de résolution (sans valeur contraignante) invitant le gouvernement à assouplir les futures règles bancaires internationales (Bâle III). La proposition est cosignée par 66 parlementaires issus des groupes LR, LREM et MoDem. Le gouvernement déclare soutenir « pleinement et globalement les orientations » du texte.

### Ralliement à La République en marche
Éric Woerth annonce en février 2022 soutenir Emmanuel Macron pour l'élection présidentielle de 2022. Il affirme ne souhaiter intégrer « ni LREM, ni la majorité, telle qu'elle est constituée aujourd'hui ». Le président des Républicains Christian Jacob lui demande alors immédiatement de quitter le parti, son soutien à Emmanuel Macron pouvant induire un rapprochement avec l'une des composantes de la majorité présidentielle. À l'Assemblée nationale, il quitte en conséquence le groupe Les Républicains et s'apparente au groupe La République en marche. Il refuse cependant de démissionner de la présidence de la commission des Finances et occupe le poste jusqu'à la fin de la législature, ce que les oppositions dénoncent comme une violation de l'esprit du règlement de l'Assemblée nationale.
Il est investi par la majorité présidentielle, sous la bannière Ensemble, pour les élections législatives de 2022, tandis que son ancien parti investit contre lui un ancien proche, Arnaud Dumontier. Il est réélu dans la 4e circonscription de l'Oise face à la candidate du RN Audrey Havez, avec 54,35 % des suffrages. Candidat de la coalition présidentielle, il est élu questeur de l'Assemblée nationale le 29 juin 2022. Il se voit confier fin 2023 une mission sur la décentralisation par Emmanuel Macron.
Éric Woerth est de nouveau investi par Renaissance dans la 4e circonscription de l'Oise pour les élections législatives de 2024. Il est réélu député au deuxième tour le 7 juillet 2024 en battant le candidat RN Mathieu Grimpret avec 53,45 % des voix.

## Prises de position
Il estime que la légalisation du mariage homosexuel constitue une « régression ». Il affirme par ailleurs que l’on « joue les apprentis sorciers » avec la PMA.
Il se prononce en 2022 en faveur du recul de l'âge de la retraite de 62 ans à 65 ans.

## Affaires judiciaires

### Affaire de l'hippodrome de Compiègne
À la suite de révélations du Canard enchaîné et de Marianne en juillet 2010, Éric Woerth est soupçonné de prise illégale d'intérêts dans la vente de 57 hectares de la forêt de Compiègne. Il bénéficie en 2014 d'un non-lieu après enquête de la Cour de justice de la République. L’affaire se termine en 2021 avec la fin des poursuites contre deux collaborateurs d’Éric Woerth. Il reste mis en cause par la presse,.

### Affaire Woerth-Bettencourt
Dans le cadre de cette affaire commencée en juin 2010 avec des révélations de Mediapart, Éric Woerth est mis en examen en février 2012 pour trafic d'influence passif et recel de financement illicite de parti politique. En mai 2015, le tribunal correctionnel de Bordeaux prononce une double relaxe des chefs de trafic d'influence et d'abus de faiblesse, le tribunal indiquant que la « remise d'argent des fonds Bettencourt » n’est pas « totalement acquise », qu’il « n'est pas démontré qu'Éric Woerth avait connaissance de l'origine illicite de cette somme » ni qu’il n’avait connaissance « de la particulière vulnérabilité de Liliane Bettencourt ». Il reste mis en cause par la presse.

### Affaire Sarkozy-Kadhafi
Trésorier de la campagne de Nicolas Sarkozy pour l’élection présidentielle de 2007, il reconnaît devant les juges d’instruction avoir distribué plusieurs dizaines de milliers d'euros d'argent liquide d’origine anonyme à des salariés de la campagne.
Les enquêteurs se sont aperçus qu'à la fin de la campagne électorale, il restait dans la trésorerie environ 250 000 euros en billets, ce qui laisse présumer une circulation très importante d’espèces. Éric Woerth, qui dirigeait cette trésorerie, s'est défendu en arguant que ces billets avaient pour origine des dons anonymes envoyés par voie postale, ce que les enquêteurs ont démenti, estimant que cette origine alléguée visait à tromper.
Il est mis en examen pour « complicité de financement illégal de campagne électorale » en 2018. Le 24 août 2023, le procureur national financier Jean-François Bohnert annonce qu'Éric Woerth sera jugé, aux côtés de Nicolas Sarkozy, Claude Guéant, Brice Hortefeux et neuf autres personnes, devant la 32e chambre du tribunal correctionnel de Paris, du 6 janvier au 10 avril 2025. Il risque un an de prison. Le 27 mars 2025, le parquet financier requiert à l'encontre d'Éric Woerth une peine d'un an de prison ferme.

### Affaire Tapie
En 2008, le Groupe Bernard Tapie obtient 408 millions d'euros en raison de son litige avec le Crédit lyonnais concernant la vente d’Adidas. Selon Mediapart, alors qu'il est ministre du Budget, Éric Woerth aurait permis au Groupe Bernard Tapie de payer seulement 43 millions d’euros de taxes au lieu de 101 millions, contre l’avis de sa propre administration. En 2009, l'administration fiscale dirigée par Éric Woerth renonce à un appel sur la décision de ristourne de 15 millions d’euros, dont 11 millions au titre de l'impôt sur le revenu au bénéfice de Bernard Tapie.
En juillet 2021, Éric Woerth est mis en examen par la Cour de justice de la République (CJR) pour concussion (malversations commises dans l’exercice d’une fonction publique). Soupçonné d’avoir accordé un avantage fiscal à Bernard Tapie en 2009, l’ancien ministre du Budget dément,. Le 9 mai 2022, le ministère public près la Cour de justice de la République annonce avoir requis un non-lieu pour Éric Woerth, considérant que l'infraction n'est pas « suffisamment caractérisée ».
Enfin, le 3 octobre 2022, la CJR prononce un non-lieu pour Éric Woerth, estimant qu'« il n' y avait pas matière à reprocher quoi que ce soit au ministre du Budget de l'époque qui avait arbitré le régime applicable ».

## Détail des mandats et fonctions

### Au gouvernement
- 31 mars 2004 - 31 mai 2005 : secrétaire d'État à la Réforme de l'État
- 18 mai 2007 - 23 juin 2009 : ministre du Budget, des Comptes publics et de la Fonction publique
- 23 juin 2009 - 22 mars 2010 : ministre du Budget, des Comptes publics, de la Fonction publique et de la Réforme de l'État
- 22 mars 2010 - 13 novembre 2010 : ministre du Travail, de la Solidarité et de la Fonction publique

### À l'Assemblée nationale
- 19 juin 2002 - 30 avril 2004 : député, élu dans la 4e circonscription de l'Oise
- 19 septembre 2005 - 19 juillet 2007 : député, élu dans la 4e circonscription de l'Oise (remplacé par Christian Patria après sa nomination au gouvernement)
- 14 décembre 2010 - 18 juin 2017 : député, élu dans la 4e circonscription de l'Oise
- 29 juin 2017 - 21 juin 2022 : président de la commission des Finances de l'Assemblée nationale
- 29 juin 2022 - 19 juillet 2024 : questeur de l'Assemblée nationale
- Depuis le 19 juin 2022 : député, élu dans la 4e circonscription de l'Oise, réélu le 7 juillet 2024.

### Au niveau régional
- 17 mars 1986 - 22 mars 1992 : conseiller régional de Picardie
- 23 mars 1992 - 15 mars 1998 : vice-président du conseil régional de Picardie
- 16 mars 1998 - 15 juillet 2002 : conseiller régional de Picardie
- 13 - 16 décembre 2015 : conseiller régional de Nord-Pas-de-Calais-Picardie

### Au niveau municipal
- 1995-2017 : maire de Chantilly
- 2004-2005 : adjoint au maire de Chantilly
- Depuis 2017 : conseiller municipal
- 1995-2017 : président de la communauté de communes de l'Aire Cantilienne

### Au sein de partis
- Novembre 2002 - juillet 2010 : trésorier national de l'UMP
- 15 décembre 2015 - 29 novembre 2016 : secrétaire général des Républicains

## Publications
- Dictionnaire de Chantilly, 1994
- Le duc d'Aumale : l'étonnant destin d'un prince collectionneur en collaboration avec Alain Decaux (2006)  (ISBN 978-2841878390)
- Chantilly et Noyon dans l'histoire (2001) (avant-propos du livre de Jean-Paul Besse)
- Dans la tourmente : Entretiens avec Renaud Revel (2011)  (ISBN 978-2259214551)
- Une crise devenue française, quelle politique économique pour réformer la France ?, L'Archipel, 2015